# Блуднин, Борис Георгиевич
Борис Георгиевич Блуднин (1923—1988) — советский передовик химической промышленности. Герой Социалистического Труда (1966).

## Биография
Родился 6 ноября 1923 года в деревне Матвейщево Юрьев-Польского района (ныне — Владимирской области) в крестьянской семье.
В детстве Б. Г. Блуднин с родителями переехал в город Ярославль. С 1940 года после окончания семи классов Ярославской школы № 53, начал трудовую деятельность в мастерской по ремонту автотракторной техники.
С 1941 года был призван в ряды Красной армии. Некоторое время проходил обучение в Калинковичском пехотном училище в городе Рыбинске. Не закончив учёбу в связи со сложной обстановкой под Москвой, Б. Г. Блуднин был зачислен в маршевую роту пулемётчиком ручного пулемёта и направлен на пополнение в одну из частей Северо-Западного фронта. 19 апреля 1942 года под городом Старая Русса в первом бою был тяжело ранен. До октября 1942 года проходил лечение в госпиталях и был признан не годным к военной службе.
С 1943 года вернулся в город Ярославль и начал работать кладовщиком на Ярославском лакокрасочном заводе «Победа рабочих». С 1944 года по собственной просьбе был переведён на более сложную работу — аппаратчиком в цех покраски.
С 1949 года — мастер лаковарного цеха. Бригада под руководством Б. Г. Блуднина одной из первых освоила метод изготовления лака на основе синтетических жирных кислот. Это дало возможность заводу экономить около — 1200 тонн растительных масел и резко повысить качество лаков.
28 мая 1966 года Указом Президиума Верховного Совета СССР «за выдающиеся заслуги в выполнении заданий семилетнего плана по увеличению выпуска химической продукции и достижение высоких показателей в работе» Борис Георгиевич Блуднин был удостоен звания Героя Социалистического Труда с вручением Ордена Ленина и золотой медали «Серп и Молот».
Работал на заводе до ухода на заслуженный отдых.
Жил в городе Ярославль. Скончался в 1988 году.

## Награды
- Медаль «Серп и Молот» (28.05.1966)
- Орден Ленина (28.05.1966)
- Медаль «За трудовую доблесть» (5.11.1954)
- Медаль «За трудовое отличие» (25.01.1951)